# Jimmy Makulis
Jimmy Makulis (gr. Τζίμης Μακούλης; ur. 12 kwietnia 1935 w Atenach, zm. 28 października 2007 w Atenach) – grecki piosenkarz oraz reprezentant Austrii podczas Konkursu Piosenki Eurowizji 1961 w Cannes.

## Życiorys
Jimmy Makulis przeprowadził się w 1950 roku do Niemiec, gdzie był niezwykle znany. Mimo popularności w Niemczech to nadawca publiczny z Austrii – ORF postanowił powierzyć reprezentowanie kraju podczas 6. Konkursu Piosenki Eurowizji, 18 marca 1961 roku. Podczas konkursu, który odbywał się wtedy po raz drugi w Cannes, na Lazurowym Wybrzeżu, we Francji, wraz z utworem „Sehnsucht” zdołał zdobyć zaledwie jeden punkt, zajmując tym samym ostatnie, 15. miejsce, razem z reprezentantem Belgii – Bobem Bennym.
Mimo swojej popularności w roku 1964 wydał swój ostatni singel „Little Moonlight Love”. Ten jednak nie odniósł sukcesu jak piosenki „Auf Cuba sind die Mädchen braun” czy „Gitarren klingen leise durch die Nacht”. Mimo tego, w roku 1965 Makulis postanowił przeprowadzić się do Stanów Zjednoczonych, aby tam występować w Las Vegas. Wrócił do rodzinnej Grecji w 1985 roku, a w 1990 roku wziął udział w greckich preselekcjach do Konkursu Piosenki Eurowizji, zajmując jednak piąte miejsce. Wkrótce potem powrócił do Niemiec na początku lat '90. 28 października zmarł po operacji serca w Ateńskim szpitalu, w wieku 72 lat.

## Dyskografia

### Albumy
Jimmy Mukalis wydał kilka albumów m.in. w 1956 i 1964 roku. Jednym z nich jest „Sings Greek Evergreens”.

### Kompilacja
- „Meine großen Hits”[3]
- „Gitarren klingen leise durch die Nacht (Unvergessene Hits)”[3]

### Single
| Rok  | Tytuł                                    | Najwyższa pozycja na liście |
| ---- | ---------------------------------------- | --------------------------- |
| 1956 | „Auf Cuba sind die Mädchen braun”        | Niemcy: 5                   |
| 1959 | „Gitarren klingen leise durch die Nacht” | Niemcy: 4                   |
| 1960 | „Nachts in Rom”                          | Niemcy: 9                   |
| 1960 | „Ein Boot, eine Mondnacht und du”        | Niemcy: 36                  |
| 1961 | „Sweetheart Guitar”                      | Niemcy: 10                  |
| 1962 | „Ich habe im Leben nur dich”             | Niemcy: 17                  |
| 1962 | „Keiner weiß wohin”                      | Niemcy: 43                  |
| 1962 | „Weil ich weiß, daß wir uns wiederseh’n” | Niemcy: 37                  |
| 1963 | „Lebe wohl, du Blume von Tahiti”         | Niemcy: 43                  |
| 1964 | „Little Moonlight Love”                  | Niemcy: 38                  |